# Super Bowl LVII
Super Bowl LVII foi a 57ª edição do Super Bowl e a 53ª decisão de campeonato da era moderna da National Football League (NFL) que decidiu o campeão da temporada da NFL de 2022. O jogo foi disputado entre o Kansas City Chiefs (campeão da AFC) e o Philadelphia Eagles (campeão da NFC), em 12 de fevereiro de 2023, no State Farm Stadium em Glendale, Arizona, terminando com a vitória dos Chiefs, sendo o terceiro título da franquia. Este foi o quarto Super Bowl sediado na Região metropolitana de Phoenix, sendo a edição mais recente o Super Bowl XLIX, disputado em 2015 (na época no chamado de University of Phoenix Stadium). O jogo foi televisionado nacionalmente nos Estados Unidos pela Fox.
Ambos os times terminaram a temporada de 2022 com quatorze vitórias e três derrotas, sendo as melhores campanhas da liga. Os Chiefs jogaram o quinto Super Bowl da sua história, tendo participado das edições I, IV, LIV e LV. Os Eagles estavam na sua terceira final, tendo vencido a edição LII, tendo aparecido também nos Super Bowls XV e XXXIX. Três dos cinco Super Bowls anteriores apresentaram ou os Chiefs ou os Eagles, embora esta fosse a primeira vez que as duas equipes se enfrentariam na final do campeonato. A vitória do Chiefs foi a segunda em quatro anos e a terceira no geral.
Os Eagles começaram o jogo melhor, indo para o intervalo na liderança no placar por 24 a 14. No segundo tempo, contudo, os Chiefs conseguiram virar o placar e venceram a partida por 38 a 35 após um chute de field goal pelo kicker Harrison Butker. O total de pontos combinados nesta partida (73) foi o terceiro jogo do Super Bowl com maior pontuação e os 35 marcados pelos Eagles foi a maior quantidade por um time perdedor na história do Super Bowl. O quarterback dos Chiefs, Patrick Mahomes, foi nomeado com o Jogador Mais Valioso (MVP) da partida, completando 21 de 27 passes para 182 jardas e três touchdowns, correndo com a bola também seis vezes para 44 jardas. Mahomes se tornou o primeiro jogador desde Kurt Warner em 1999 a vencer o prêmio de MVP da liga e o título do Super Bowl na mesma temporada.
A transmissão do jogo pela Fox se tornou o segundo programa mais assistido na história da televisão dos Estados Unidos até aquele momento (sendo superado pela edição do ano seguinte), com uma média de 113 milhões de telespectadores. O show do intervalo, cuja principal atração foi a cantora Rihanna, teve um pico de audiência de 118,7 milhões.

## Contexto

### Processo de seleção do local
Um novo sistema foi introduzido para selecionar o local sede do Super Bowl, que começou com o Super Bowl LVI. O processo anterior que permitia que as cidades apresentassem propostas pelos direitos de sediar o evento foi descartado. Em vez disso, a liga escolhe unilateralmente um único local para cada jogo, não permitindo que outras cidades façam campanhas; a cidade escolhida então elabora uma proposta que é votada nas assembleias de donos da liga.
O Arizona foi o primeiro local escolhido neste processo; sua proposta foi aceita por unanimidade em 23 de maio de 2018. O logotipo oficial foi revelado em 14 de fevereiro de 2022; segue o modelo de logotipo atualizado introduzido pelo Super Bowl LVI, com imagens de um desfiladeiro desértico e do céu (este último semelhante à bandeira do estado do Arizona) para refletir as paisagens da região anfitriã.

### Pedido de mudança de local
Em fevereiro de 2022, mais de 200 líderes religiosos liberais, incluindo Jesse Jackson e William Barber, solicitaram ao comissário da NFL Roger Goodell que transferisse o Super Bowl LVII para fora do Arizona depois de acusarem a legislatura do Arizona de decretar restrições de voto desnecessárias nos projetos de lei do Arizona HB 1003, SB 1485, e SB 1819. A vice-presidente do Partido Democrata do Arizona, Brianna Westbrook, também expressou seu apoio para mudar o local do Super Bowl depois que a legislatura do Arizona aprovou o SB 1138 e o SB 1165, que restringe o acesso a procedimentos de resignação de gênero de menores e proíbe transgêneros meninas, que foram designadas como homens ao nascer, de jogar em times femininos.

### Kelce Bowl
O jogo também foi chamado de "Kelce Bowl", já que isso marcou o primeiro Super Bowl a apresentar irmãos jogando uns contra os outros: o tight end dos Chiefs Travis Kelce e o center dos Eagles Jason Kelce.

## Equipes

### Kansas City Chiefs

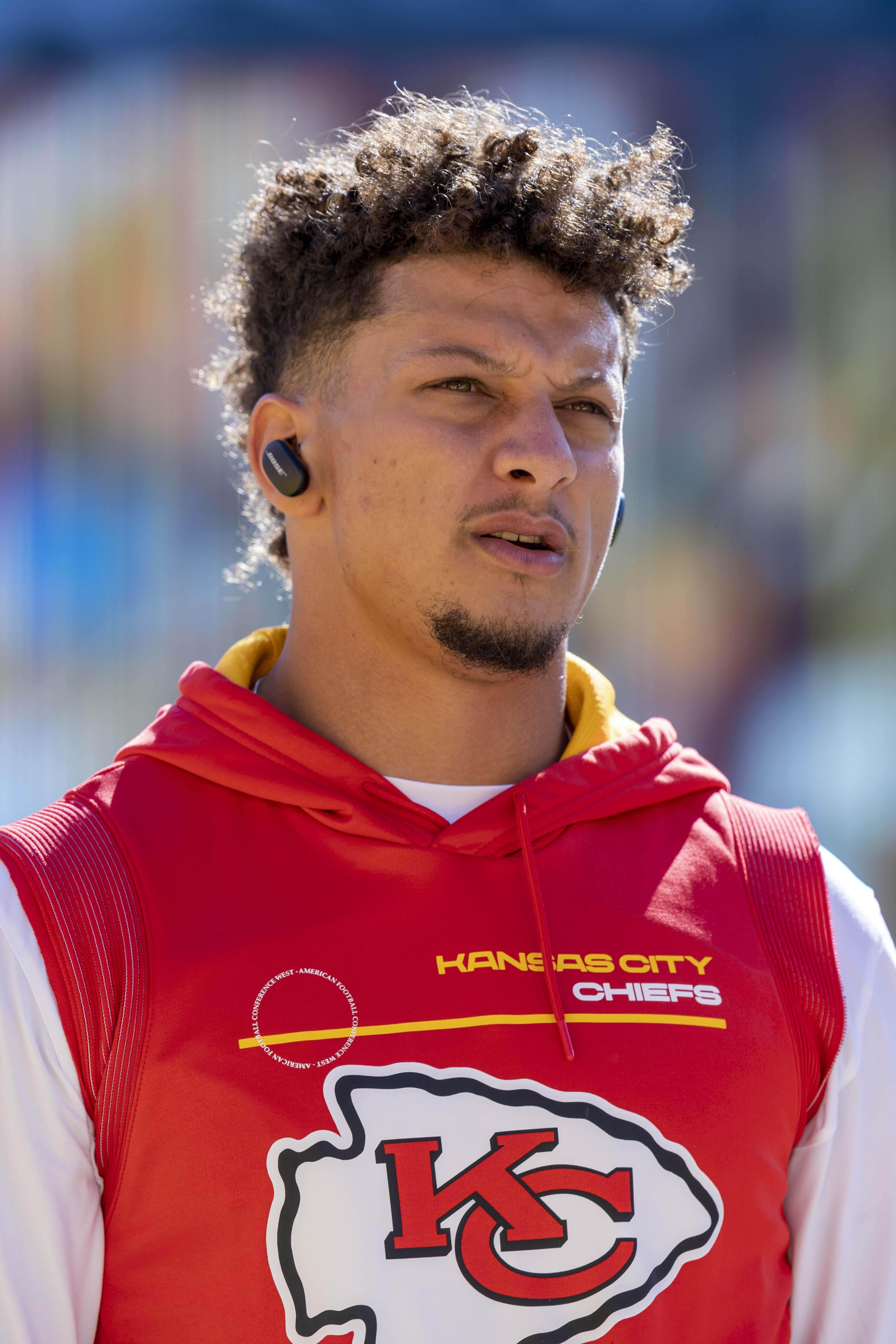
Patrick Mahomes foi o grande destaque do Kansas City Chiefs.

O Kansas City Chiefs terminou a temporada com seu décimo recorde de vitórias consecutivas sob o comando do técnico Andy Reid, tendo uma campanha de 14 vitórias e 3 derrotas e avançando para seu terceiro Super Bowl nos últimos quatro anos. Nos playoffs contou com vitórias sobre o Jacksonville Jaguars (Rodada Divisional) e Cincinnati Bengals (Jogo do campeonato da AFC).
O Chiefs teve que suportar a perda do seu wide receiver Tyreek Hill, que foi negociado com o Miami Dolphins em troca de escolhas no draft, mas isso não os impediu de terminar o ano como o melhor ataque da NFL, liderando a liga em jardas (7.032) e pontos (496). O quarterback Patrick Mahomes chegou ao Pro Bowl pela quinta temporada consecutiva, liderando a liga com 5.250 jardas de passes e 41 touchdowns, o recorde de sua carreira, com 12 interceptações. Sua classificação de passador de 105,2 foi a segunda mais alta da liga. Ele também correu para 354 jardas e quatro touchdowns. Ele estabeleceu o recorde da NFL de maior número de jardas totais em uma temporada por um quarterback (passagem e corrida combinadas) com 5.608 (anteriormente detido por Drew Brees). O tight end do Pro Bowl, Travis Kelce, foi o principal recebedor do time com 1.338 jardas de recepção e 12 touchdowns. A equipe também trouxe um novo par de receptores veteranos para ajudar a compensar a perda de Hill: JuJu Smith-Schuster (933 jardas e 3 touchdowns) e Marquez Valdes-Scantling (687 jardas e 2 touchdowns). O jogo corrido do Chiefs foi liderado pelo novato Isiah Pacheco, que assumiu o papel principal devido a uma lesão no meio da temporada do titular Clyde Edwards-Helaire. Pacheco terminou a temporada com 830 jardas corridas e 5 touchdowns, ao mesmo tempo em que ficou em 10º lugar na liga em jardas multifuncionais (1.559). O veterano running back Jerick McKinnon adicionou 803 jardas de scrimmage e 10 touchdowns. Sua linha ofensiva contou com três seleções do Pro Bowl: Joe Thuney, Orlando Brown Jr. e Creed Humphrey. Tommy Townsend também chegou ao Pro Bowl, ficando em segundo lugar na NFL em jardas por punt (50,4) e liderando a liga com uma média líquida de 45,4.
A linha defensiva de Kansas City contou com o tackle defensivo do Pro Bowl Chris Jones, que liderou o time com 15,5 sacks, junto com os defensores George Karlaftis (6 sacks, 7 passes desviados) e Frank Clark (5 sacks). Nick Bolton liderou a equipe com 180 tackles combinados, registrando 2 sacks e 2 interceptações. A secundária foi liderada pelo cornerback L'Jarius Sneed (3 interceptações, 108 tackles, 3 fumbles forçados, 3,5 sacks) e o safety Juan Thornhill (3 interceptações, 71 tackles). Será o quinto Super Bowl de Kansas City, após vitórias nos Super Bowls IV e LIV, com derrotas nos Super Bowls I e LV. Os Chiefs também venceram o campeonato da American Football League em 1962.

### Philadelphia Eagles

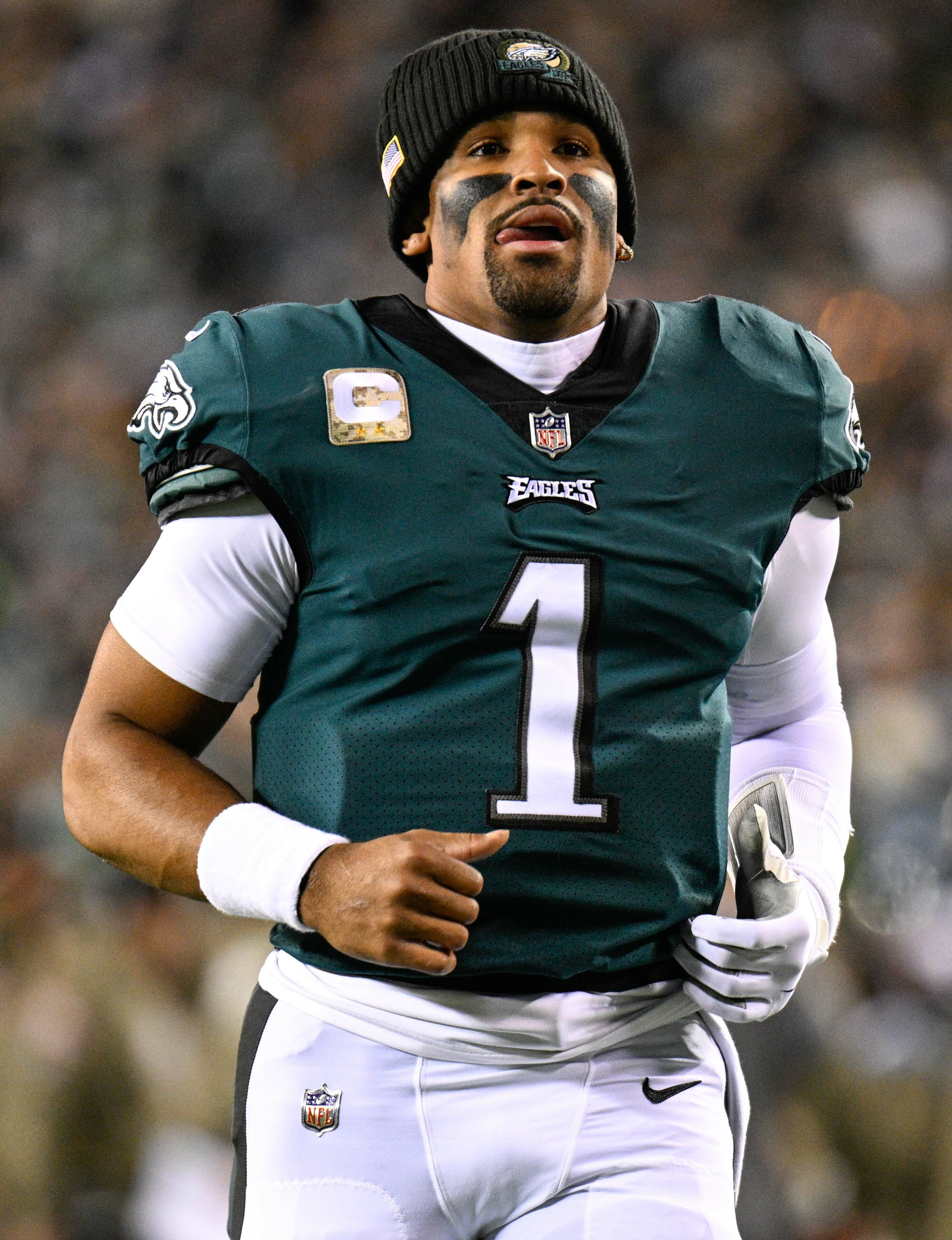
Jalen Hurts foi o grande destaque do Philadelphia Eagles.

Sob o comando do técnico do segundo ano, Nick Sirianni, os Eagles começaram a temporada vencendo oito jogos consecutivos antes de terminar a empatados com o melhor recorde da NFL com 14 vitórias 3 derrotas, avançando para o Super Bowl com vitórias fáceis sobre seus dois oponentes do playoff (o New York Giants no Divisional Round e o San Francisco 49ers no NFC Championship Game) por uma pontuação combinada de 69–14. A equipe se destacou em ambos os lados da bola, marcando 477 pontos (3º na NFL), permitindo apenas 344 (8º) e enviando os 8 melhores jogadores da NFL para o Pro Bowl.
O quarterback do Pro Bowl, Jalen Hurts, liderou o ataque, estabelecendo novos recordes de carreira em sua terceira temporada em porcentagem de conclusão (66%), jardas de passes (3.701) e touchdowns de passes (22), enquanto lançava apenas seis interceptações, dando um recorde de carreira de 101,5 na classificação do passador, a quarta melhor da NFL. Hurts também correu para 736 jardas e 13 touchdowns, o segundo maior total da liga. O receptor do Pro Bowl AJ Brown, negociado com os Eagles do Tennessee Titans durante o Draft da NFL de 2022, registrou 1.496 jardas de recepção e 11 touchdowns, enquanto o receptor do segundo ano DeVonta Smith somou 1.196 jardas e sete pontuações. Dallas Goedertfoi foi outro alvo confiável com 702 jardas e três touchdowns. O running back do Pro Bowl, Miles Sanders , ficou em quinto lugar na NFL com 1.269 jardas e 11 touchdowns. A equipe também enviou três atacantes titulares para o Pro Bowl: Landon Dickerson, Lane Johnson e Jason Kelce. O kicker Jake Elliott fez 20 de 23 gols de campo (87%), incluindo 5 de 6 de pelo menos 50 jardas.
A defesa do Philadelphia ficou em segundo lugar na liga com o menor número de jardas permitidas (5.125) e estabeleceu um recorde da NFL com quatro jogadores que registraram pelo menos dez sacks. A linha defensiva apresenta as pontas defensivas Josh Sweat e Brandon Graham, que registraram 11 sacks cada, junto com os tackles defensivos Fletcher Cox (7 sacks), Javon Hargrave (11 sacks) e Milton Williams (4 sacks). O linebacker do Pro Bowl, Haason Reddick , ficou em segundo lugar na NFL com 16 sacks, além de forçar cinco fumbles e recuperar três. Os linebackers TJ Edwards e Kyzir White registraram cada um mais de 100 tackles combinados e interromperam sete passes. Na secundária, CJ Gardner-Johnson co-liderou a NFL com seis interceptações, enquanto os cornerbacks Darius Slay e James Bradberry tiveram três cada. Este será o quarto Super Bowl do Philadelphia, após uma vitória no Super Bowl LII e derrotas nos Super Bowls XV e XXXIX. Os Eagles também ganharam três campeonatos pré-Super Bowl da NFL em 1948, 1949 e 1960.

## Resumo do jogo
| \| \| 1 \| 2 \| 3 \| 4 \| Total \| \| ------------ \| - \| -- \| - \| -- \| ----- \| \| Chiefs (AFC) \| 7 \| 7 \| 7 \| 17 \| 38 \| \| Eagles (NFC) \| 7 \| 17 \| 3 \| 8 \| 35 \| no State Farm Stadium, Glendale, Arizona - Data: 12 de fevereiro de 2023 - Horário do jogo: 6:30 p.m. UTC−05:00 - Clima do jogo: Ensolarado, 77 °F (25 °C) (teto retrátil aberto) - Público: 67.827 - Árbitro: Carl Cheffers - Comentaristas de TV (Fox): Kevin Burkhardt, Greg Olsen, Erin Andrews e Tom Rinaldi - Prévia, Sumário |   |    |   |    |       |
| | 1 | 2  | 3 | 4  | Total |
| Chiefs (AFC) | 7 | 7  | 7 | 17 | 38    |
| Eagles (NFC) | 7 | 17 | 3 | 8  | 35    |

|              | 1 | 2  | 3 | 4  | Total |
| ------------ | - | -- | - | -- | ----- |
| Chiefs (AFC) | 7 | 7  | 7 | 17 | 38    |
| Eagles (NFC) | 7 | 17 | 3 | 8  | 35    |

| Resumo da pontuação | Resumo da pontuação | Resumo da pontuação | Resumo da pontuação | Resumo da pontuação | Resumo da pontuação | Resumo da pontuação | Resumo da pontuação | Resumo da pontuação |
| Quarto              | Tempo               | Campanha            | Campanha            | Campanha            | Equipe              | Informações da pontuação | Placar              | Placar              |
| Quarto              | Tempo               | Jogadas             | Jardas              | TDP                 | Equipe              | Informações da pontuação | KC                  | PHI                 |
| ------------------- | ------------------- | ------------------- | ------------------- | ------------------- | ------------------- | --- | ------------------- | ------------------- |
| 1                   | 10:09               | 11                  | 75                  | 4:51                | PHI                 | Touchdown corrido de Jalen Hurts de 1 jarda, Jake Elliott acerta o chute de ponto extra                                          | 0                   | 7                   |
| 1                   | 6:57                | 6                   | 75                  | 3:12                | KC                  | Passe de 18 jardas de Patrick Mahomes para recepção de touchdown de Travis Kelce, Harrison Butker acerta o chute de ponto extra  | 7                   | 7                   |
|                     |                     |                     |                     |                     |                     | |                     |                     |
| 2                   | 14:52               | 5                   | 68                  | 2:32                | PHI                 | Passe de 11 jardas de Jalen Hurts para recepção de touchdown de AJ Brown, Jake Elliott acerta o chute de ponto extra             | 7                   | 14                  |
| 2                   | 9:39                | 6                   | 11                  | 3:39                | KC                  | Fumble recuperado e touchdown de 36 jardas de Nick Bolton, Harrison Butker acerta o chute de ponto extra                         | 14                  | 14                  |
| 2                   | 2:20                | 12                  | 75                  | 7:19                | PHI                 | Touchdown corrido de Jalen Hurts de 4 jardas, Jake Elliott acerta o chute de ponto extra                                         | 14                  | 21                  |
| 2                   | 0:00                | 8                   | 40                  | 1:22                | PHI                 | Field goal de 35 jardas de Jake Elliott                                                                                          | 14                  | 24                  |
|                     |                     |                     |                     |                     |                     | |                     |                     |
| 3                   | 9:30                | 10                  | 75                  | 5:30                | KC                  | Touchdown corrido de 1 jarda de Isiah Pacheco, Harrison Butker acerta o chute de ponto extra                                     | 21                  | 24                  |
| 3                   | 1:45                | 17                  | 60                  | 7:45                | PHI                 | Field goal de 33 jardas de Jake Elliott                                                                                          | 21                  | 27                  |
|                     |                     |                     |                     |                     |                     | |                     |                     |
| 4                   | 12:04               | 9                   | 75                  | 4:41                | KC                  | Passe de 5 jardas de Patrick Mahomes para recepção de touchdown de Kadarius Toney, Harrison Butker acerta o chute de ponto extra | 28                  | 27                  |
| 4                   | 9:22                | 3                   | 5                   | 0:49                | KC                  | Passe de 4 jardas de Patrick Mahomes para recepção de touchdown de Skyy Moore, Harrison Butker acerta o chute de ponto extra     | 35                  | 27                  |
| 4                   | 5:15                | 8                   | 75                  | 4:07                | PHI                 | Touchdown corrido de Jalen Hurts de 2 jardas, conversão de 2 pontos de Hurts                                                     | 35                  | 35                  |
| 4                   | 0:08                | 12                  | 66                  | 5:07                | KC                  | Field goal de 27 jardas de Harrison Butker                                                                                       | 38                  | 35                  |
| Placar final        | Placar final        | Placar final        | Placar final        | Placar final        | Placar final        | Placar final | 38                  | 35                  |

### Estatísticas individuais
| Chiefs passando          | Chiefs passando | Chiefs passando | Chiefs passando | Chiefs passando | Chiefs passando |
|                          | Comp/Ten        | Jardas          | TD              | INT             | Rating          |
| ------------------------ | --------------- | --------------- | --------------- | --------------- | --------------- |
| Patrick Mahomes          | 21/27           | 182             | 3               | 0               | 131,8           |
| Chiefs correndo          |                 |                 |                 |                 |                 |
|                          | Corrida         | Jardas          | TD              | Lg              | Média           |
| Isiah Pacheco            | 15              | 76              | 1               | 24              | 5,1             |
| Patrick Mahomes          | 6               | 44              | 0               | 26              | 7,3             |
| Jerick McKinnon          | 4               | 34              | 0               | 14              | 8,5             |
| Skyy Moore               | 1               | 4               | 0               | 4               | 4,0             |
| Chiefs recebendo         |                 |                 |                 |                 |                 |
|                          | Rec             | Jardas          | TD              | Lg              | Alvo            |
| Travis Kelce             | 6               | 81              | 1               | 22              | 6               |
| JuJu Smith-Schuster      | 7               | 53              | 0               | 14              | 9               |
| Justin Watson            | 2               | 18              | 0               | 12              | 2               |
| Jerick McKinnon          | 3               | 15              | 0               | 7               | 3               |
| Noah Gray                | 1               | 6               | 0               | 6               | 1               |
| Kadarius Toney           | 1               | 5               | 1               | 5               | 1               |
| Skyy Moore               | 1               | 4               | 1               | 4               | 1               |
| Marquez Valdes-Scantling | 0               | 0               | 0               | 0               | 1               |
| Jody Fortson             | 0               | 0               | 0               | 0               | 1               |

| Eagles passando  | Eagles passando | Eagles passando | Eagles passando | Eagles passando | Eagles passando |
|                  | Comp/Ten        | Jardas          | TD              | INT             | Rating          |
| ---------------- | --------------- | --------------- | --------------- | --------------- | --------------- |
| Jalen Hurts      | 27/38           | 304             | 1               | 0               | 103,4           |
| Eagles correndo  |                 |                 |                 |                 |                 |
|                  | Corrida         | Jardas          | TD              | Lg              | Média           |
| Jalen Hurts      | 15              | 70              | 3               | 28              | 4,7             |
| Kenneth Gainwell | 7               | 21              | 0               | 9               | 3,0             |
| Miles Sanders    | 7               | 16              | 0               | 6               | 2,3             |
| Boston Scott     | 3               | 8               | 0               | 9               | 2,7             |
| Eagles recebendo |                 |                 |                 |                 |                 |
|                  | Rec             | Jardas          | TD              | Lg              | Alvo            |
| DeVonta Smith    | 7               | 100             | 0               | 45              | 9               |
| A. J. Brown      | 6               | 96              | 1               | 45              | 8               |
| Dallas Goedert   | 6               | 60              | 0               | 17              | 7               |
| Kenneth Gainwell | 4               | 20              | 0               | 9               | 4               |
| Zach Pascal      | 2               | 11              | 0               | 9               | 2               |
| Boston Scott     | 1               | 9               | 0               | 9               | 1               |
| Quez Watkins     | 1               | 8               | 0               | 8               | 2               |
| Miles Sanders    | 0               | 0               | 0               | 0               | 1               |

## Entretenimento

### Pré-jogo
O cantor country americano Chris Stapleton foi o intérprete do hino nacional americano, a atriz Sheryl Lee Ralph cantou a música "Lift Every Voice and Sing", e o cantor de R&B Kenneth “Babyface” Edmonds interpretou "America the Beautiful". Todas as três canções também foram traduzidas em campo para a linguagem de sinais americana pelo ator e nativo do Arizona Troy Kotsur.

### Show do intervalo
Em 23 de setembro de 2022, a Apple Music foi anunciada como a nova patrocinadora dos naming rights do show do intervalo do Super Bowl, substituindo a Pepsi, que havia patrocinado os dez shows do intervalo anteriores. A cantora barbadiana Rihanna foi anunciada como a atração principal do show do intervalo em 25 de setembro. Será a primeira apresentação ao vivo de Rihanna em mais de cinco anos.